# Vy-lès-Rupt
Vy-lès-Rupt è un comune francese di 104 abitanti situato nel dipartimento dell'Alta Saona nella regione della Borgogna-Franca Contea.

## Società

### Evoluzione demografica
Abitanti censiti